# شهرستان ییلیانگ (کون‌مینگ)
شهرستان ییلیانگ (به انگلیسی: Yiliang County) یک شهرستان در چین است که در کون‌مینگ واقع شده‌است. شهرستان ییلیانگ ۱٬۸۸۰ کیلومتر مربع مساحت و ۴۱۰٬۰۰۰ نفر جمعیت دارد.